# BBS (velgen)

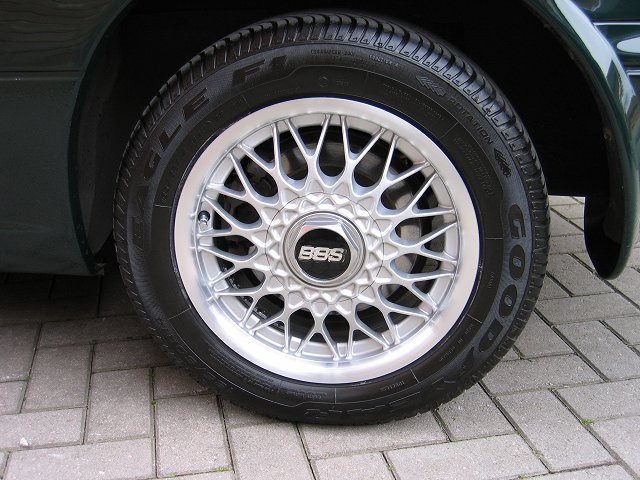
BBS velg

BBS is een Duitse velgenfabrikant. Het bedrijf bestaat sinds de jaren zeventig. Een van de belangrijkste concurrenten van BBS is OZ. Die maakt sinds haar oprichting al velgen voor de autosport. BBS vervaardigt velgen voor de Champ Car, Formule 1, WRC en het WTCC. Deze worden getest op het Road Atlanta Racetrack. De naamsbekendheid dankt het merk echter met name aan zijn uitgebreide gamma high-end sportvelgen voor serieproductieauto's en het optreden als OEM voor exclusieve merken zoals Jaguar.
In 2007 is BBS failliet verklaard. De activiteiten zijn toen overgenomen door Punch International met hoofdzetel in Lier (België). BBS is als merknaam blijven bestaan.